# Telmatoscopus advenus
Telmatoscopus advenus är en tvåvingeart som först beskrevs av Eaton 1893.  Telmatoscopus advenus ingår i släktet Telmatoscopus och familjen fjärilsmyggor. Inga underarter finns listade i Catalogue of Life.